# Werner Nachtigall
Werner Nachtigall (7. června 1934 v Žatci – 5. září 2024 v Saarbrückenu) byl německý biolog. Je považován za zakladatele bioniky v Německu.
Studoval přírodní vědy na univerzitě v Mnichově, kde v roce 1959 promoval v oboru Zoologie. Po habilitaci v roce 1966 absolvoval vědecký pobyt na Kalifornské univerzitě v Berkeley. 1969 byl jmenován profesorem a stal se také ředitelem ústavu zoologie Sárské univerzity. V roce 1990 založil Společnost pro technickou biologii a bioniku, dnes je vedoucí kompetenční sítě BIOKON na Sárské univerzitě.
Byl členem několika vědeckých akademií a institucí, autorem více než 300 vědeckých publikací a více než 30 knih. Vydal také vícero vědeckopopulárních knih a článků, které přispěly k probuzení zájmu a popularizaci nově vznikajícího vědního oboru – bioniky.

## Díla
- Nachtigall, W.: Bionik: Grundlagen und Beispiele für Ingenieure und Naturwissenschaftler, Springer-Verlag Berlin, 2002, ISBN 3-540-43660-X
- Nachtigall, W. – Blüchel, K. G.: Das große Buch der Bionik. Neue Technologien nach dem Vorbild der Natur, DVA Stuttgart/München, 2003, ISBN 3-421-05801-6
- Nachtigall, W.: Biologisches Design - Systematischer Katalog für bionisches Gestalten, Springer-Verlag Berlin Heidelberg, 2005, ISBN 3-540-22789-X